# Arnold Palmer
Arnold Daniel Palmer (født 10. september 1929, død 25. september 2016) var en amerikansk golfspiller og banearkitekt der regnes for at være en af de allerbedste golfspillere nogensinde. Han opnåede 62 sejre på PGA Touren og vandt desuden syv Major-turneringer:
- US Masters
  - 1958, 1960, 1962 og 1964

- US Open
  - 1960

- British Open
  - 1961 og 1962

## Eksterne links
- Spillerinfo Arkiveret 24. januar 2009 hos  Wayback Machine

- Wikimedia Commons har flere filer relateret til Arnold Palmer